# Alice (film)
Alice er en amerikansk film fra 1990 af Woody Allen.

## Medvirkende
- Mia Farrow som Alice Jansen Tate
- Rachel Miner
- Kristy Graves
- Joe Mantegna som Joe Ruffalo
- William Hurt som Doug Tate
- Blythe Danner som Dorothy
- Laurie Nayber
- June Squibb som Hilda